# Cantó de Saint-Fons
El cantó de Saint-Fons és un antic cantó francès del departament del Roine, situat al districte de Lió. Té 4 municipis i el cap és Saint-Fons. Va existir de 1985 a 2014.

## Municipis
- Corbas
- Feyzin
- Saint-Fons
- Solaize

| Data d'elecció | Identitat          | Partit | Qualitat |
| -------------- | ------------------ | ------ | -------- |
| 1985-1992      | Franck Sérusclat   | PS     |          |
| 1992-2014      | Jacqueline Vottero | PS     |          |